# Marshall (Caroline du Nord)
Pour les articles homonymes, voir Marshall.
La ville de Marshall est le siège du comté de Madison, situé en Caroline du Nord, aux États-Unis.

## Démographie
| 1880 | 1890 | 1900 | 1910 | 1920 | 1930  |
| ---- | ---- | ---- | ---- | ---- | ----- |
| 175  | 203  | 337  | 802  | 748  | 1 132 |

| 1940  | 1950 | 1960 | 1970 | 1980 | 1990 |
| ----- | ---- | ---- | ---- | ---- | ---- |
| 1 160 | 983  | 926  | 982  | 809  | 809  |

| 2000 | 2010 | - | - | - | - |
| ---- | ---- | - | - | - | - |
| 840  | 872  | - | - | - | - |

## Source
- (en) Cet article est partiellement ou en totalité issu de l’article de Wikipédia en anglais intitulé « Marshall, North Carolina » (voir la liste des auteurs).